# フィリップ＝ジャック・ヴァン・ブリー
フィリップ＝ジャック・ヴァン・ブリー（Philippe-Jacques van Bree、1786年1月13日 - 1871年2月16日）はベルギーの画家である。

## 略歴
アントウェルペンで生まれた。兄に画家で、アントウェルペン王立芸術アカデミーの教授を務めたマテウス・イグナティウス・ヴァン・ブリー(Mattheus Ignatius van Bree:1773-1839)がいる。アントウェルペン王立芸術アカデミーに入学し、兄に学び、1805年からアカデミーの展覧会に出展した。1811年にパリに移り、アンヌ＝ルイ・ジロデ＝トリオゾンに学んだ。1816年に奨学金を得て、友人のルイ・リケール(Louis Ricquier)とローマに留学し、ローマで活動するオランダやベルギーの画家たちの中で活動した。パリに何度か戻り、ヨーロッパ各地を旅したが、1834年までローマで活動した。
その後、ブリュッセルに戻り、ベルギー王立美術館の学芸員を務めた。1871年にブリュッセルで81歳で死去した。
初期の作品は歴史画や建物を描いたものであったが、ベルギーに戻った後は、オリエンタリズムの影響が見られ、エキゾチックな雰囲気のある作品を描いた。

## 作品

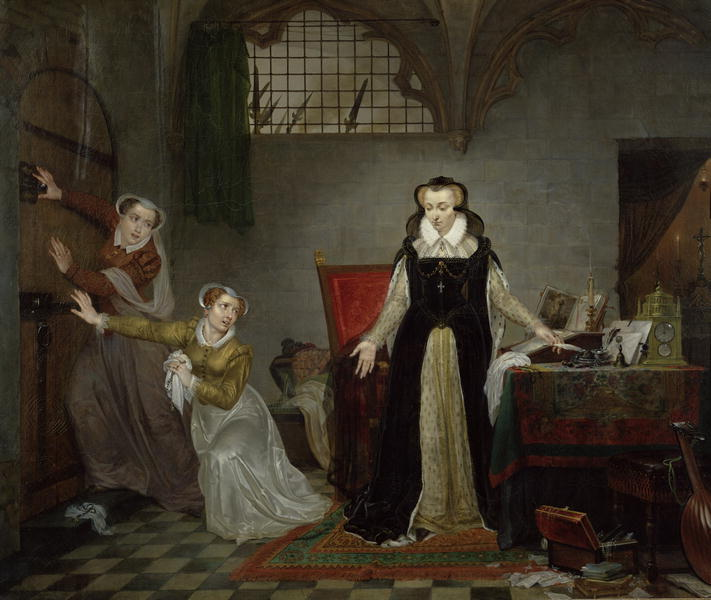
メアリー (スコットランド女王) (1819)
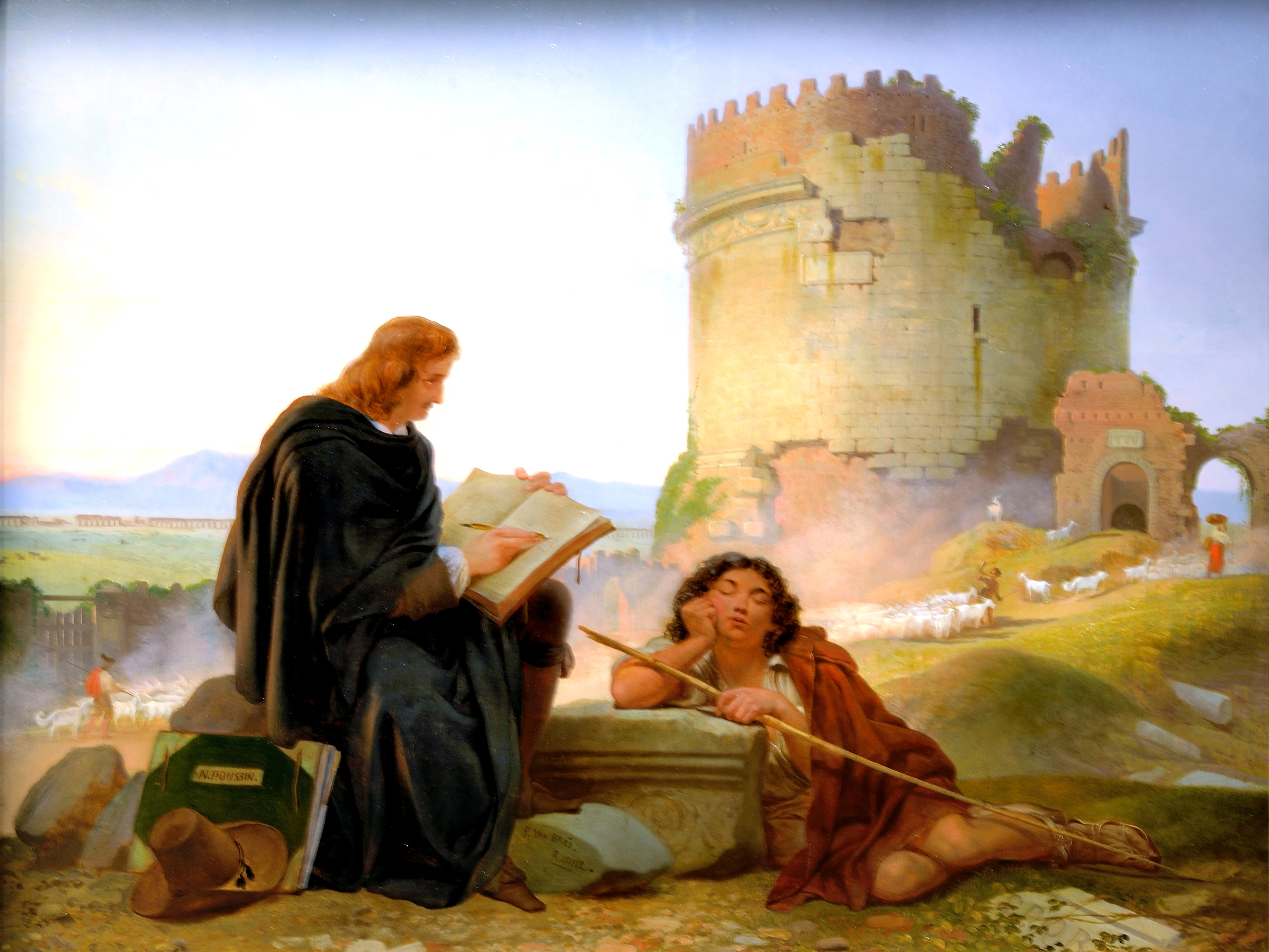
ローマ郊外の画家ニコラ・プッサン (1825)
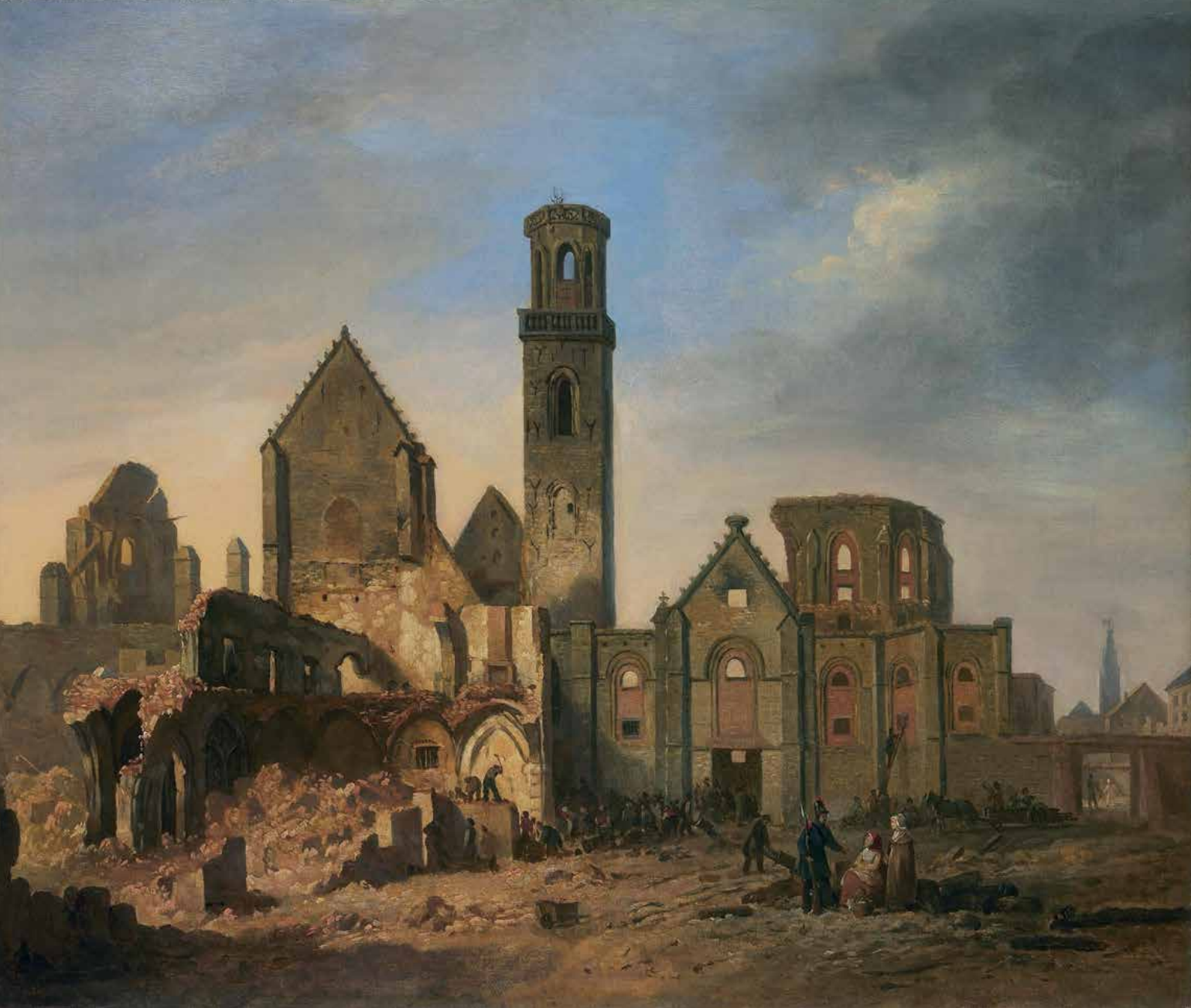
破壊された聖ミカエル修道院 (1830)
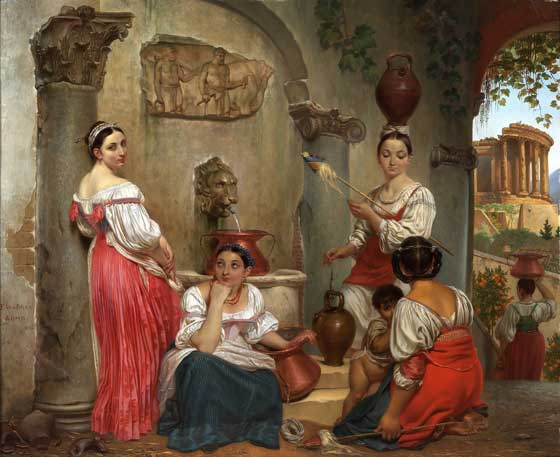
ヴァン・ブリー作 「泉のまわり」(1832)
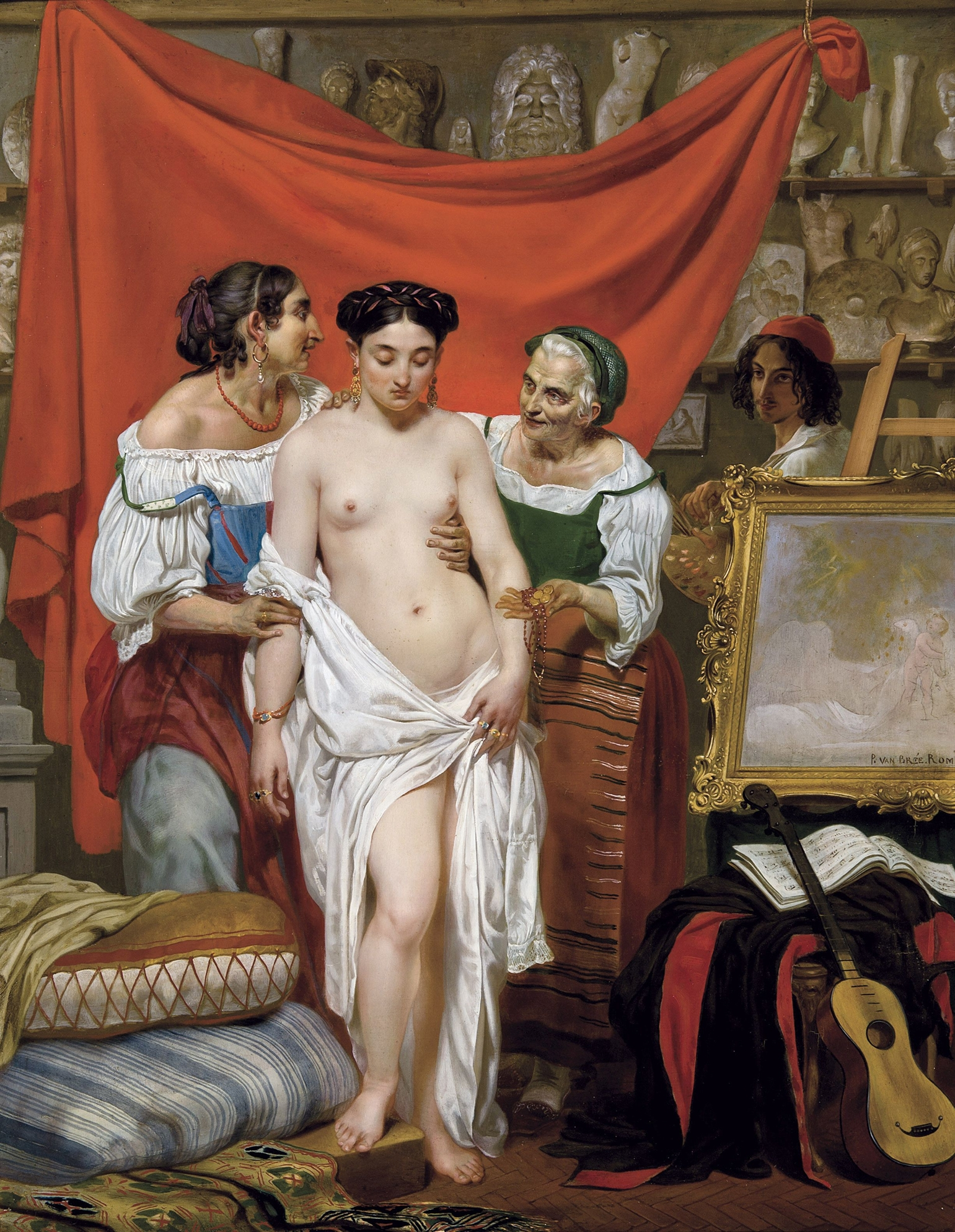
ローマの画家のアトリエ(1833)
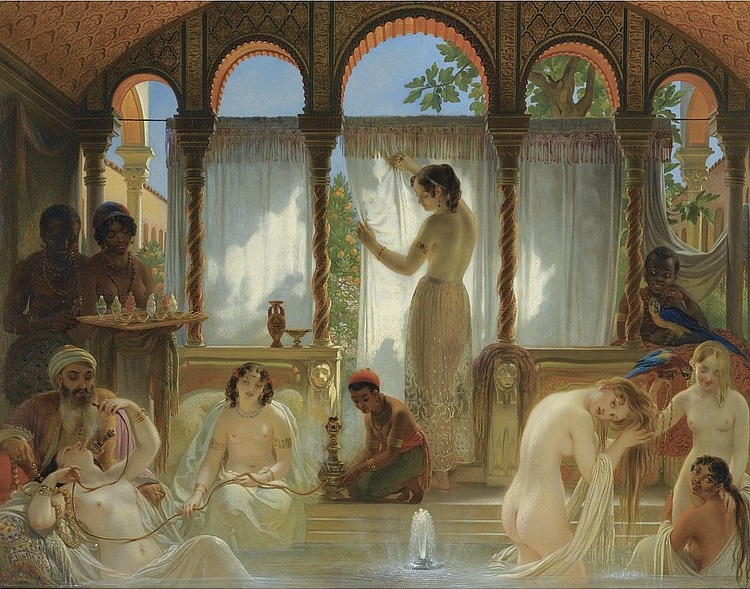
ハレムの浴場
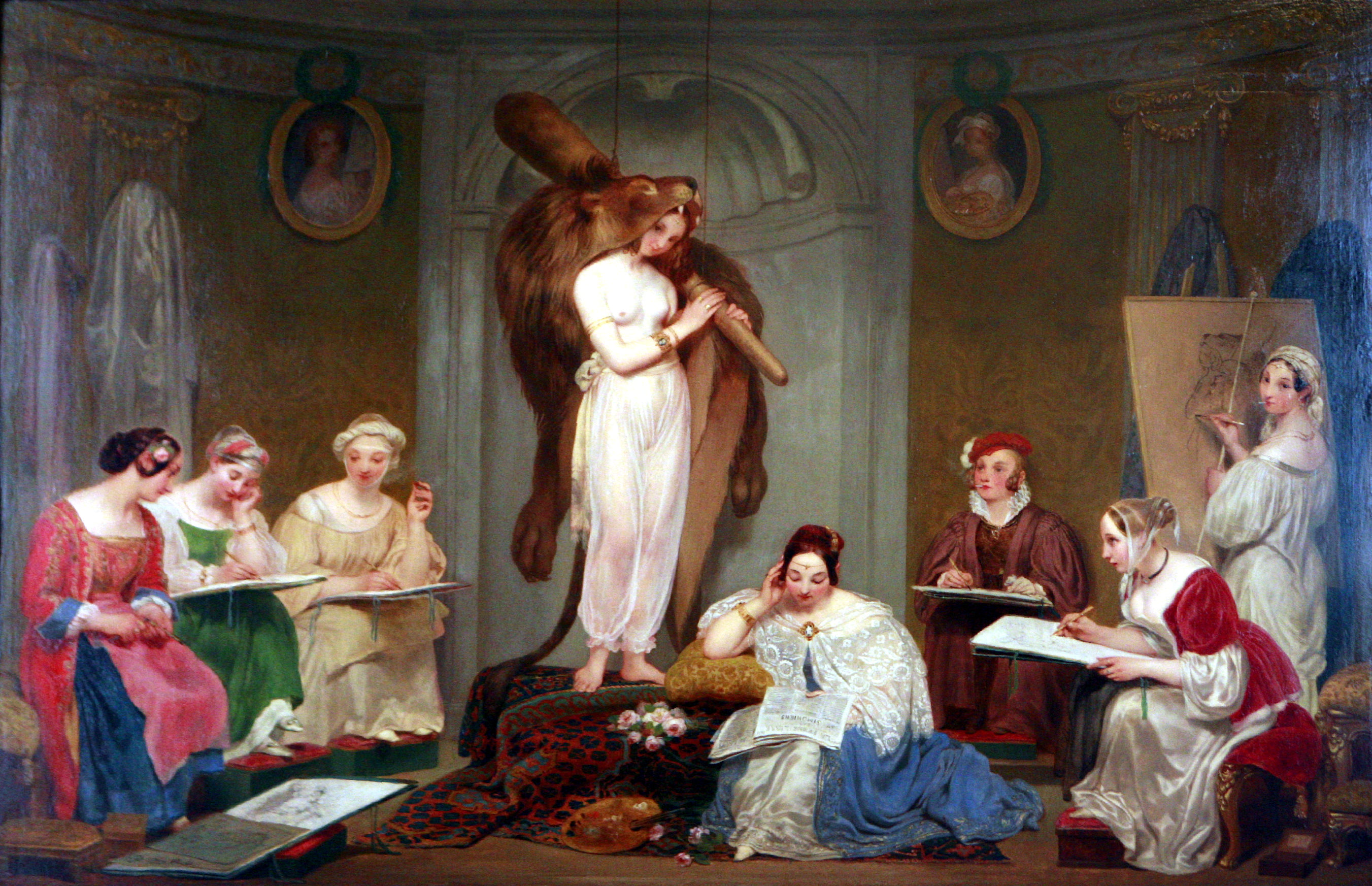
女性画家たちの教室
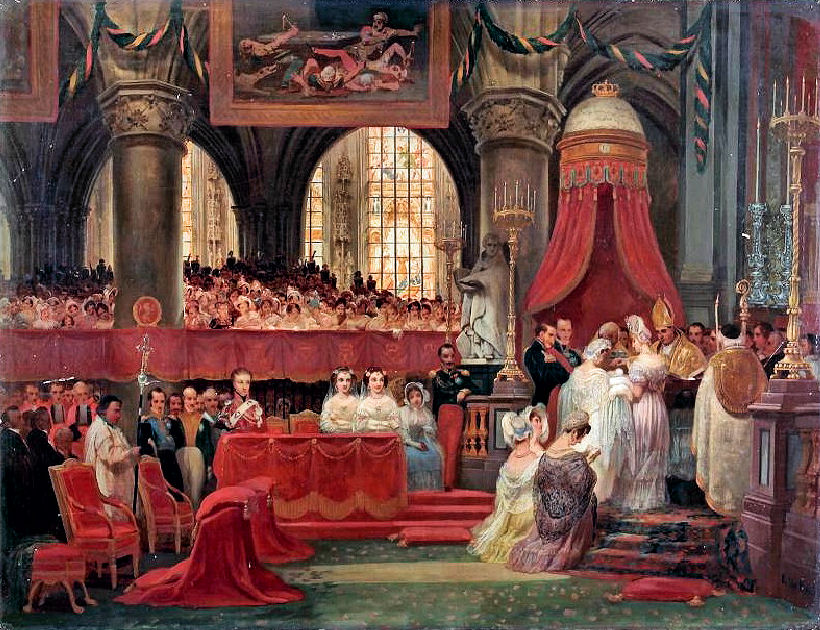
ベルギー王太子の洗礼式